# Mitilene (agrupación)
Mitilene fue una agrupación dominicana de mujeres lesbianas que estuvo activa durante la década de 1980. Fue creada en 1985 por integrantes de la organización feminista Colectiva Mujer y Salud y fue la primera agrupación por los derechos lésbicos en la historia de la República Dominicana.
Su separación de la Colectiva Mujer y Salud se dio porque algunas integrantes de la organización no estaban preparadas para adoptar en su agenda las reivindicaciones de sus integrantes lesbianas. El mismo año de su creación, Mitiline inició la publicación del periódico lésbico feminista Pezones.
En marzo de 1986, durante la novena conferencia del Servicio Internacional de Información Lésbica, se convirtió en una de las organizaciones creadoras de la Red Lésbica de Latinoamericanas. Además de Mitilene, la misma estuvo conformada por agrupaciones como la Colectiva Lésbica Ayuquelén de Chile, Grupo de Acción Lesbiana Feminista (GALF) de Brasil, Las Entendidas de Costa Rica, GALF de Perú, y las Mulas de México.
Mitilene fue también la primera agrupación extranjera en obtener una subvención por parte del fondo neerlandés Mama Cash. Con los fondos, integrantes de Mitilene pudieron asistir al cuarto Anexo:Encuentro Feminista de Latinoamérica y el Caribe, desarrollado en México en 1987.
La presencia en el debate público dominicano de integrantes de Mitilene, llevó a críticas por parte de sectores conservadores, como el periodista Juan Taveras Hernández, quien publicó un editorial en el diario El Nacional en 1987 en el que se alarmaba por el «gran número de lesbianas» en el país.
Tras varios de años de realizar actividades con regularidad, las líderes de Mitilene emprendieron actividades profesionales distintas al activismo, ante la imposibilidad de institucionalizar la agrupación, y la misma se disolvió. Entre las integrantes de Mitilene estuvo la activista y académica Yuderkys Espinosa Miñoso.